# خسرو پاشا بوشناق
خسرو پاشا بوشناق (بوسنیاق/ بوسناق)(مرگ مارس ۱۶۳۲)، صدراعظم و امیرالامرای عثمانی در ۱۰۳۷ ه‍. ق. به صدارت رسید. وی بوسنوی تبار و تربیت یافته دربار عثمانی بود. ابتدا به مقام سلاحداری رسید و در ۱۰۳۳ به آغایی (ریاست) ینی‌چریان منصوب شد. خسروآغا در لشکرکشی صدراعظم محمدپاشا چَرْکَس برای سرکوبی قیام آبازه محمد پاشا جلالی شرکت داشت و پس از مرگ صدراعظم در ربیع‌الاول ۱۰۳۴، حافظ احمدپاشا (حکمران دیاربکر) به پیشنهاد خسروآغا صدراعظم شد. خسروآغا پس از اطلاع از اینکه خود نیز در فهرست نامزدهای صدارت بوده‌است، از پیشنهادی که کرده بود، نادم گردید و حتی از روی حسد احمدپاشا را از حمله به گرجستان، که تصرفش در آن زمان آسان می‌نمود، بازداشت و به لشکرکشی به بغداد ترغیب کرد. در محاصره هشت ماهه بغداد، پس از رسیدن شاه‌عباس اول در رأس سی‌هزار سرباز به یاری محاصره شدگان و قرارگرفتن نیروهای عثمانی در میان دو آتش، رشادتهای خسروآغا لشکر عثمانی را نجات داد. شکست حافظ احمدپاشا در این لشکرکشی به عزل او از صدارت در ربیع‌الاول ۱۰۳۶ منجر شد. خسروآغا هم در همان روزها از ریاست ینی‌چری معزول گردید و در رجب همان سال عضو هیئت وزرا و از آن پس، به پاشا ملقب شد. در ۱۰۳۷ ق. به صدارت رسید. وی سپس، به تدارک لوازم لشکرکشی بر آبازه‌پاشا پرداخت که ضمن اظهار اطاعت از شاه عباس، از وی تقاضای نیروی کمکی برای مقابله با صدراعظم جدید کرده بود. در ۷ محرّم ۱۰۳۸، محل اقامت آبازه‌پاشا، یعنی ارزروم محاصره شد و سرانجام آبازه بعد از شانزده روز، پس از گرفتن امان‌نامه، خود و قلعه ارزروم را تسلیم کرد. خسروپاشا با همراهی آبازه‌پاشا و شمسی‌خان (فرستاده شاه‌عباس به یاری آبازه) که به اسارت والی قارص درآمده بود در ربیع‌الآخر همان سال، باشکوه و استقبال فراوان وارد استانبول شد. آبازه به خواهش خسروپاشا مشمول عفو پادشاه قرار گرفت.
خسروپاشا پس از گذراندن حدود شش ماه در استانبول و فراهم آوردن مقدمات لازم برای لشکرکشی و بازستاندن قلعه بغداد، که به تصرف شاه‌عباس اول درآمده بود، به اُسکُدار رفت. در آنجا، خبر درگذشت شاه‌عباس (۲۴ جمادی‌الاولی ۱۰۳۸) به اردو رسید. در ذیقعده ۱۰۳۸، خسروپاشا برای تصرف بغداد از اسکدار به سوی موصل حرکت کرد. او که بیش از پیش بی‌حوصله و بی‌رحم شده بود، در طول راه افراد زیادی را کشت که برخی از حاکمان و پاشاهای عثمانی هم در بین آنان بودند. این قتل‌عام باعث تنفر بیش از پیش مردم آناطولی از حکومت عثمانی شد. هنگامی که سپاه عثمانی در جمادی‌الاولی ۱۰۳۹ به موصل رسید، شدت بارندگی و طغیان رودهای نواحی موصل و عراق، موجب توقف طولانی و خسارات و تلفات بسیار شد و حرکت به سوی بغداد را غیرممکن ساخت. از این رو، خسروپاشا و امرا، مصلحت را در این دیدند که ابتدا به ایران لشکرکشی کنند تا با تضعیف صفویان، تصرف بغداد آسان‌تر گردد.
خسروپاشا در طول مسیر حمله به ایران، نزدیکی قزوین قلعه‌هایی در برخی شهرهای مرزی ساخت یا مرمت کرد، بیشتر امرای کردستان را به اطاعت خود درآورد و نیروهایشان را به خدمت سپاه عثمانی گرفت، برخی شهرها را غارت کرد و سپاهیان خسته و کم‌آذوقه خود را تا درگزین پیش برد. لیکن سران ینی‌چری، با توجه به خستگی زیاد سپاهیان و ملاحظه اینکه هدف اصلی از این لشکرکشی بازپس گرفتن بغداد بوده‌است، خسروپاشا را از ادامه پیشروی در ایران منصرف نمودند و او در ۱۰ ذیقعده ۱۰۳۹، از درگزین به سوی بغداد حرکت کرد و در طول مسیر خود، شهرها را غارت و تخریب نمود.
نیروهای خسروپاشا سرانجام بغداد را محاصره کردند و پس از چهل روز تحمل تلفات و خسارات بسیار، در ۷ یا ۸ ربیع‌الآخر ۱۰۴۰، بدون کسب نتیجه عقب نشستند. خسروپاشا برای گذراندن زمستان به موصل رفت، اما فتوحات پی‌درپی صفویان به وی اجازه اقامت در موصل را نداد. در این بین، امرایی چون مصطفی‌پاشا، ابدال‌پاشا و عمرپاشا، که به یاری وی آمده ولی از صفویان شکست خورده بودند، به دستور خسروپاشا اعدام شدند. در همان هنگام، خبر رسید که صفویان حله را محاصره کرده‌اند و موصل را نیز تهدید می‌کنند، خسروپاشا نیز موصل را ترک کرد تا سپاه را به ماردین منتقل کند، اما قبل از ترک آنجا، قلعه موصل را تحکیم و باروی کاملاً تخریب شده شهر را بازسازی کرد. خسروپاشا بعد از استقرار در ماردین در آخر جمادی‌الآخره ۱۰۴۰، از استانبول تقاضای پول و سی‌هزار سرباز از کریمه کرد. رسیدن این سربازان بیش از هفت ماه طول کشید و به شکایت سپاهیان انجامید و سران ینی‌چری هنگامی که از قصد خسروپاشا برای لشکرکشی دوباره به بغداد (این‌بار هم از راه موصل) خبردار شدند مخالفت کردند و خواستار به تعویق انداختن این لشکرکشی شدند. ازاین‌رو، خسروپاشا بخشی از سپاهیان را مرخص کرد و با باقی‌مانده سپاه در ربیع‌الاول ۱۰۴۱ راهی دیاربکر شد. قبل از رسیدنش به آنجا، سربازان کریمه‌ای نیز به او پیوستند. خسروپاشا بی‌خبر از اینکه در استانبول وی را عزل کرده‌اند، پس از رسیدن به دیاربکر، سپاهیان را به سه قسمت کرد. عده‌ای را همراه رئیس ینی‌چری نزد خود نگه داشت، بخشی را در سوریه گذاشت، و سربازان کریمه‌ای را نیز در ارزروم مستقر ساخت و در نامه‌ای به استانبول اعلام کرد که در بهار به بغداد لشکرکشی خواهد کرد.
به نوشته برخی، علت اصلی عزل خسروپاشا این بود که پس از شکست لشکرکشی به بغداد، مخالفان خسروپاشا با انتقاد از بی‌کفایتی و خودرأیی او، سلطان مراد چهارم را به برکناری وی متقاعد کردند. مراد چهارم نیز در ۲۹ ربیع‌الاول ۱۰۴۱ خسروپاشا را عزل و حافظ احمدپاشا را دوباره به صدارت منصوب کرد.
هنگامی که حکم عزل خسروپاشا در دیاربکر به دستش رسید، او که در خفا ینی‌چریان و سواره‌نظام را تشویق به عصیان کرده بود، در ظاهر هیچ مخالفتی نشان نداد، اما ینی‌چریان به شدت مخالفت کردند. خسروپاشا پس از تسلیم مُهر صدارت و سپردن امور به برخی امرا و ترخیص سپاه، دیاربکر را در ظاهر به قصد بازگشت به استانبول ترک کرد و به بهانه بیماری در شهر توقات متوقف و بستری شد. شورش در دیاربکر، به زودی و با تلاش جدّی ینی‌چریان و سواره‌نظام، مناطق مختلف آناطولی را نیز فراگرفت و برای حکومت عثمانی مسئله‌ساز شد.
سلطان‌مراد چهارم که خسروپاشا را مسئول همه این شورشها می‌دانست، مرتضی‌پاشا والی جدید دیاربکر، را مأمور اعدام خسروپاشا کرد. مرتضی‌پاشا در توقات دو بار با نیروهای حامی خسروپاشا جنگید و سرانجام او را به قتل رساند و سرش را به استانبول فرستاد.
خبر قتل خسروپاشا موجب بروز آشوبهای بزرگ‌تری شد که تا سه ماه پس از مرگ وی ادامه یافت.